# Azuero
Azuero is een schiereiland in Panama dat westelijk begrensd wordt door de Grote Oceaan en oostelijk door de Golf van Panama. Het schiereiland valt bestuurlijk onder drie verschillende provincies: Herrera, Los Santos en het zuidoostelijk deel van Veraguas. Het eiland is bekend om zijn festivals en andere folkloristische gebruiken. Het toerisme langs de kust is van groot economisch belang. In het binnenland leeft de bevolking voornamelijk van de akkerbouw (mais) en veeteelt.